# Ракетно-космічний центр «Прогрес»
Ракетно-космічний центр «Прогрес» (рос. Ракетно-космический центр «Прогресс»), раніше відомий як ЦСКБ-Прогресс (рос. ЦСКБ-Прогресс  ), є російським акціонерним товариством, що входить до юрисдикції Державної корпорації Роскосмос і відповідає за космічну науку та аерокосмічні дослідження. Він був розробником знаменитої ракети «Союз-ФГ», яка використовувалася для пілотованих польотів у космос, а також «Союз-У», яка використовувалася для запуску зондів без екіпажу.

## Огляд
«Центр «Прогрес» був розробником і виробником ракет-носіїв серії «Союз ФГ», які використовувалися для запуску людей в космос, і серії «Союз-У», які використовувалися для запуску роботизованих космічних кораблів. Комерційним маркетингом цих ракет-носіїв займалася компанія Старсем. До супутникової продукції «ЦСКБ-Прогрес» відносяться наукові супутники серії «Фотон» і «Фотон-М», військові супутники «Янтарь» і ресурсний супутник Землі «Ресурс ДК».

## Історія
У 1941 році державний авіаційний завод №1 було переведено з Москви до міста Самари, Росія, поблизу Волги. Завод під назвою Дукс був створений у 1917 році з використанням потужностей у Москві, які раніше використовувалися для виробництва велосипедів, мотоциклів та різних інших транспортних засобів. Перед Другою світовою війною завод виготовляв у Москві кілька моделей літаків, у тому числі МіГ-3. Під час війни завод виготовляв літаки Іл-2 та Іл-10. У 1946 році почалося виробництво реактивних винищувачів МіГ-9 і МіГ-15, а в 1954 році — бомбардувальники Ту-16.
2 січня 1958 року уряд Радянського Союзу наказав Державному авіаційному заводу №1 розпочати виробництво ракет Р-7.
Центральне спеціалізоване конструкторське бюро (ЦСКБ) створено 30 червня 1974 року. 6 липня 1983 року генеральним конструктором ЦСКБ був призначений Дмитро Козлов, який був головним конструктором Р-7 і заступником головного конструктора ОКБ-1.

## Ракети
- Н-1
- Молнія-М
- Русь-М
- Союз ФГ
- Союз-У
- Союз-У2
- Союз-1
- Союз-2
- Волга

## Супутники
- Біон
- Зеніт
- Фотон
- Ресурс
- Янтар
- Орлець
- Персона
- Піон-НКС
- Лотос